# Виласимус
Виласимус (итал. Villasimius) је насеље у Италији у округу Каљари, региону Сардинија.
Према процени из 2011. у насељу је живело 2999 становника. Насеље се налази на надморској висини од 36 м.

## Становништво
| 1931. | 1936. | 1951. | 1961. | 1971. | 1981. | 1991. | 2001. | 2011. |
| ----- | ----- | ----- | ----- | ----- | ----- | ----- | ----- | ----- |
| 1.726 | 1.805 | 2.101 | 1.993 | 1.962 | 2.360 | 2.598 | 2.887 | 3.420 |